# Maksimiljana
Maksimiljana je žensko osebno ime.

## Izvor imena
Ime Maksimiljana je ženska oblika moškega osebnega imena Maksimiljan.

## Različice imena
Maksa, Maksi, Maksija, Maksima, Maksimija, Maksimilena, Maksimiliana, Maksimilijana Maksimira, Maksina

## Pogostost imena
Po podatkih Statističnega urada Republike Slovenije je bilo na dan 31. decembra 2007 v Sloveniji število ženskih oseb z imenom Maksimiljana: 123.

## Osebni praznik
Osebe z imenom Maksimiljana godujejo takrat kot osebe z imenom Maksimiljan.